# Olympische Sommerspiele 1936/Kanu – Zweier-Canadier 10.000 m (Männer)
Der Wettkampf im Zweier-Canadier über 10.000 Meter bei den Olympischen Sommerspielen 1936 wurde am 7. August auf der Regattastrecke Berlin-Grünau ausgetragen.
Der Wettkampf bestand aus einem Rennen, an dem nur fünf Boote aus fünf Ländern teilnahmen. Olympiasieger wurden, in einem weitgehend unspektakulären Rennen, mit einem großen Vorsprung Václav Mottl und Zdeněk Škrland aus der Tschechoslowakei. Silber gewannen die Kanadier Frank Saker und Harvey Charters, die am Folgetag im Zweier-Canadier über 1000 m Bronze gewannen, vor den Österreichern Rupert Weinstabl und Karl Proisl. 

## Ergebnisse
| Rang | Athleten                           | Nation             | Zeit        |
| ---- | ---------------------------------- | ------------------ | ----------- |
| 1    | Václav Mottl Zdeněk Škrland        | Tschechoslowakei   | 50:33,5 min |
| 2    | Frank Saker Harvey Charters        | Kanada             | 51:15,8 min |
| 3    | Rupert Weinstabl Karl Proisl       | Österreich         | 51:28,0 min |
| 4    | Walter Schuur Christian Holzenberg | Deutsches Reich    | 52:35,6 min |
| 5    | Joseph Hasenfus Walter Hasenfus    | Vereinigte Staaten | 57:06,2 min |

## Weblink
- Ergebnisse